# Pete Maravich
Peter Press Maravich (Aliquippa, Pennsylvania, 22. lipnja 1947. — Pasadena, Kalifornija, 5. siječnja 1988.) bio je američki košarkaš.
Član je Kuće slavnih od 1987. godine.

## Vanjske poveznice
- Životopis  Arhivirana inačica izvorne stranice od 10. siječnja 2007. (Wayback Machine)